# Fransk Flandern
Fransk Flandern (fransk: Flandre française) er et område i det nordligste hjørne af Frankrig i regionen Nord-Pas-de-Calais, svarende til arrondissementerne Lille (nederlandsk: Rijsel), Douai (Dowaai) og Dunkerque (Duinkerken).
Området var en del af det historiske Flandern indtil 1648. Alternative navne er Sydflandern eller de Franske Nederlande, der dog også omfatter Artois, Pikardiet og Hainaut. Det diskuteres at omdøbe regionen Nord-Pas de Calais til Pays-Bas français.
Indbyggerne i Fransk Flandern er bevidste om de kulturelle og historiske flamske rødder. Der tales stadig nederlandsk (flamsk), men sproget er gået meget tilbage til fordel for fransk. De flamsktalende udgør stadig en stor del i Westhoek længst mod nord, op mod den belgiske grænse og Nordsøen. Det nederlandske sprogområde rakte endnu i middelalderen videre mod syd, til grevskabet Artois med byerne Calais (Kales) og Boulogne-sur-Mer (Bonen).
Den mest berømte person fra Fransk Flandern var Charles de Gaulle, hvis navn menes at stamme fra flamsk de Walle.